# Hillel Furstenberg
Hillel Furstenberg (n. 29 septembrie 1935, Berlin, Reich-ul German) este un matematician câștigător al Premiului Abel în 2020.